# Javier Valls Andrés
Javier Valls Andrés (Castelló de la Plana, 7 de febrer de 1963) és un exfutbolista valencià, que ocupava la posició de defensa.

## Trajectòria
Javi Valls ha estat un dels jugadors històrics del CE Castelló, i el que més partits oficials ha disputat amb el conjunt de la Plana.
Sorgeix del planter i a la 81/82 debuta a primera divisió, jugant dos partits. El Castelló baixa a la categoria d'argent, on roman fins a 1989. En eixe període, el defensa es fa amb la titularitat i esdevé una peça clau en l'onze titular. A la 89/90 de nou a la màxima categoria, disputa 34 partits, per 37 de la temporada 90/91, en la qual es retorna a Segona Divisió.
Continuaria sent titular durant els següents tres anys a la categoria d'argent, i posteriorment, a la Segona Divisió B.